# José Ortiz (beisbolista)
José Daniel Ortiz (nacido el 13 de junio de 1977 en Santo Domingo) fue un segunda base dominicano que jugó en las Grandes Ligas. jugó parte de tres temporadas en las Grandes Ligas, y jugó para los Fukuoka SoftBank Hawks de la Liga del Pacífico en Japón.

## Carrera

### Primeros años y debut de Grandes Ligas
Ortiz fue firmado originalmente por los Atléticos de Oakland como amateur en 1994. Después de pasar varias temporadas en las menores, tuvo una gran temporada en el 2000, ganando el MVP de la Pacific Coast League mientras jugaba para el equipo de Triple-A, Sacramento River Cats. Que le valió una llamada al roster de las Grandes Ligas en septiembre, donde jugó en siete partidos para los Atléticos.

### 2001: pasando a ser jugador regular
La próxima temporada, Ortiz comenzó el año con los Atléticos, pero fue devuelto a las ligas menores a las dos semanas después de batear .179 en sus primeros 11 partidos. Después de una breve segunda llamada en mayo, Ortiz fue transferido a los Rockies de Colorado el 25 de julio como parte de un canje que llevó a Jermaine Dye a los Atléticos. Ortiz fue instalado como el segunda base titular de los Rockies, en sustitución de Todd Walker (que había sido cambiado a los Rojos de Cincinnati). Ortiz bateó para .255 el resto de la temporada, con 13 jonrones en apenas 204 turnos al bate en 53 juegos.

### 2002: declive en las mayores
Ortiz abrió la temporada 2002 como titular de los Rockies en la segunda base nuevamente, pero sus números disminuyeron considerablemente. A mediados de junio, mientras estaba bateando .244 con solo un jonrón en el mismo número de juegos (53), habiendo tenido 13 jonrones el año anterior jugando la misma cantidad. Ortiz fue enviado al equipo Triple-A, Colorado Springs Sky Sox y fue sustituido en la segunda base por Brent Butler. Después de batear .333 con seis jonrones en 26 partidos de liga menor, Ortiz fue llamado nuevamente a las mayores en septiembre. Bateó para .281 en 12 partidos en la recta final, pero no pudo batear un jonrón el resto del año.

### Liga Japonesa
Los Rockies no le ofrecieron ningún contrato a Ortiz después de la temporada, y en vez de jugar con otro club de Grandes Ligas, Ortiz firmó con los Orix BlueWave de la Liga del Pacífico en Japón. El 28 de marzo de 2003, Ortiz conectó un jonrón en su primer turno al bate en Japón y el 3 de mayo bateó para el ciclo contra los Seibu Lions. Terminó el 2003 con 33 jonrones, bateando para .255 y empujando 86 carreras en 127 juegos.
Ortiz volvió a los Orix BlueWave para el año 2004, y aumentó su promedio de bateo a .289. Sin embargo, su poder total de bateo se redujo, ya que solo conectó 24 jonrones en 128 juegos. Después de la temporada, los Orix BlueWave se fusionaron con los Kintetsu Buffaloes para convertirse en los Orix Buffaloes, y Ortiz no se mantuvo el nuevo equipo para el 2005.

### Béisbol independiente y regreso a Japón
Sin militar en ningún equipo en Japón o en las Grandes Ligas, Ortiz firmó con los Lancaster Barnstormers de la Atlantic League of Professional Baseball. Jugó dos temporadas con Lancaster en 2005 y 2006. En 2007, Ortiz regresó a Japón con los Chiba Lotte Marines, donde bateó para .309 con siete jonrones en 67 partidos. Regresó a los Chiba Lotte Marines en 2008, bateando .288 con 11 jonrones en 100 juegos. Su contrato no fue renovado por los Chiba Lotte Marines, comenzando la temporada como agente libre. En mayo, los Fukuoka SoftBank Hawks lo llamaron, ya que necesitaban un bate de poder en la alineación para descarsar a su veterano toletero Nobuhiko Matsunaka.